# Snyder County
Snyder County är ett administrativt område i delstaten Pennsylvania i USA. År 2010 hade countyt 39 702 invånare. Den administrativa huvudorten (county seat) är Middleburg.

## Politik
Snyder County tenderar att rösta på republikanerna i politiska val.
Republikanernas kandidat har vunnit rösterna i countyt i samtliga presidentval sedan valet 1916. I valet 2016 vann republikanernas kandidat med 71,1 procent av rösterna mot 24,3 för demokraternas kandidat.

## Geografi
Enligt United States Census Bureau har countyt en total area på 860 km². 858 km² av den arean är land och 2 km² är vatten.

### Angränsande countyn
- Union County - nord
- Northumberland County - öst
- Juniata County - syd
- Mifflin County - väst

### Orter
- Middleburg (huvudort)
- Selinsgrove